# Формика, Алессандра
Алессандра Формика (итал. Alessandra Formica; род. 13 марта 1993, Аугуста, Сицилия) — профессиональная итальянская баскетболистка, наиболее известная как игрок ЖБК «Венеция» и «Виртус» и национальной сборной страны. В настоящее время — тренер.

## Биография
Родилась 13 марта 1993 года на Сицилии.
Выступала на позиции центрового. Участница чемпионатов Европы 2013, 2015 и 2017 годов в составе сборной Италии.
Завершила карьеру игрока в 2019 году. Находится на тренерской работе. С 2024 года входит в тренерские штабы БК «Магнолия» и женской сборной Италии до 16 лет.